# Tutola
Tutola (altgriechisch Τουτόλα, latinisiert Tutela; in der Überlieferung auch unter anderen Namen und Schreibweisen wie Philotis (altgriechisch Φιλωτις/altgriechisch Φιλωτίς), Tutela Philotis, Tutula) war eine legendäre römische Magd und Person der mythischen römischen Frühgeschichte.
Als die Römer während der Zeit der Latinerkriege nach der Niederlage gegen die Gallier 387 v. Chr. in arge Bedrängnis geraten waren, nutzten dies die Latiner nach ihrer Niederlage im ersten Latinerkrieg aus. Die Römer unter Camillus verfolgten die Gallier, die Zurückgebliebenen waren zu schwach, um die Stadt gegen weitere Angriffe zu verteidigen. Die Latiner unter Livius Postumius lagen nun vor den Toren der Stadt. Sie forderten durch einen Herold eine Erneuerung alter Verbindungen zu Rom und wollten deshalb zwischen den Volksgruppen neue Verbindungen durch eine größere Zahl an Eheschließungen eingehen, wie es dies schon zwischen Römern und Sabinern gegeben hatte. Die Latiner verlangten die Auslieferung einer größeren Zahl von römischen Jungfrauen und Witwen als Unterpfand für den Frieden und die Freundschaft beider Völker. Die Römer gingen nach einem Vorschlag der Tutola auf dieses Ansinnen ein, schickten aber statt der römischen Frauen Mägde und Sklavinnen in den Gewändern römischer Matroninnen. Nachdem dieser Plan funktionierte, gab Tutola den Römern ein Zeichen in Form eines Signalfeuers von einem Feigenbaum (caprificus) weit genug vom Lager der Latiner, aber so dass die Römer es sehen konnten, um zu zeigen, dass die Latiner schliefen. Inzwischen hatten die vermeintlichen Römerinnen den schlafenden Latinern deren Schwerter entwendet. Nun griffen die Römer die Latiner an, besiegten diese und töteten die meisten. Zu einem Ende der Auseinandersetzungen kam es aber erst gut 50 Jahre später mit dem Sieg der Römer im zweiten Latinerkrieg.
Die Begebenheit ist mehrfach in der antiken Literatur überliefert, so bei Plutarch, Polyainos und Macrobius. Der Name Tutola ist wahrscheinlich erst später in Gebrauch gekommen und zunächst könnte Philotis der Name gewesen sein. Auf die Verwendung beider Namen geht schon Plutarch ein. Am Fest der Capratinae Nonae wurde der Begebenheit mit einem rituellen Tausch der Kleider zwischen Herrinnen und Dienerinnen gedacht.
In Judy Chicagos Kunstwerk The Dinner Party ist Tutola unter dem Namen Philotis als eine der 999 genannten Frauen auf einer Fliese vertreten. Sie wird dort mit anderen antiken Römerinnen aus verschiedenen Phasen der römischen Geschichte dem Gedeck der spätantiken Philosophin Hypatia beigeordnet.